# Uciechów (województwo dolnośląskie)
Uciechów (niem. Bertholdsdorf) – wieś w Polsce, położona w województwie dolnośląskim, w powiecie dzierżoniowskim, w gminie Dzierżoniów. Siedziba sołectwa Uciechów. 
W latach 1975–1998 miejscowość należała administracyjnie do województwa wałbrzyskiego.
Do 1 stycznia 2007 w skład wsi wchodziły przysiółki: Albinów, Borowica.
W latach 1945–1947 wieś nosiła nazwę Bartków.

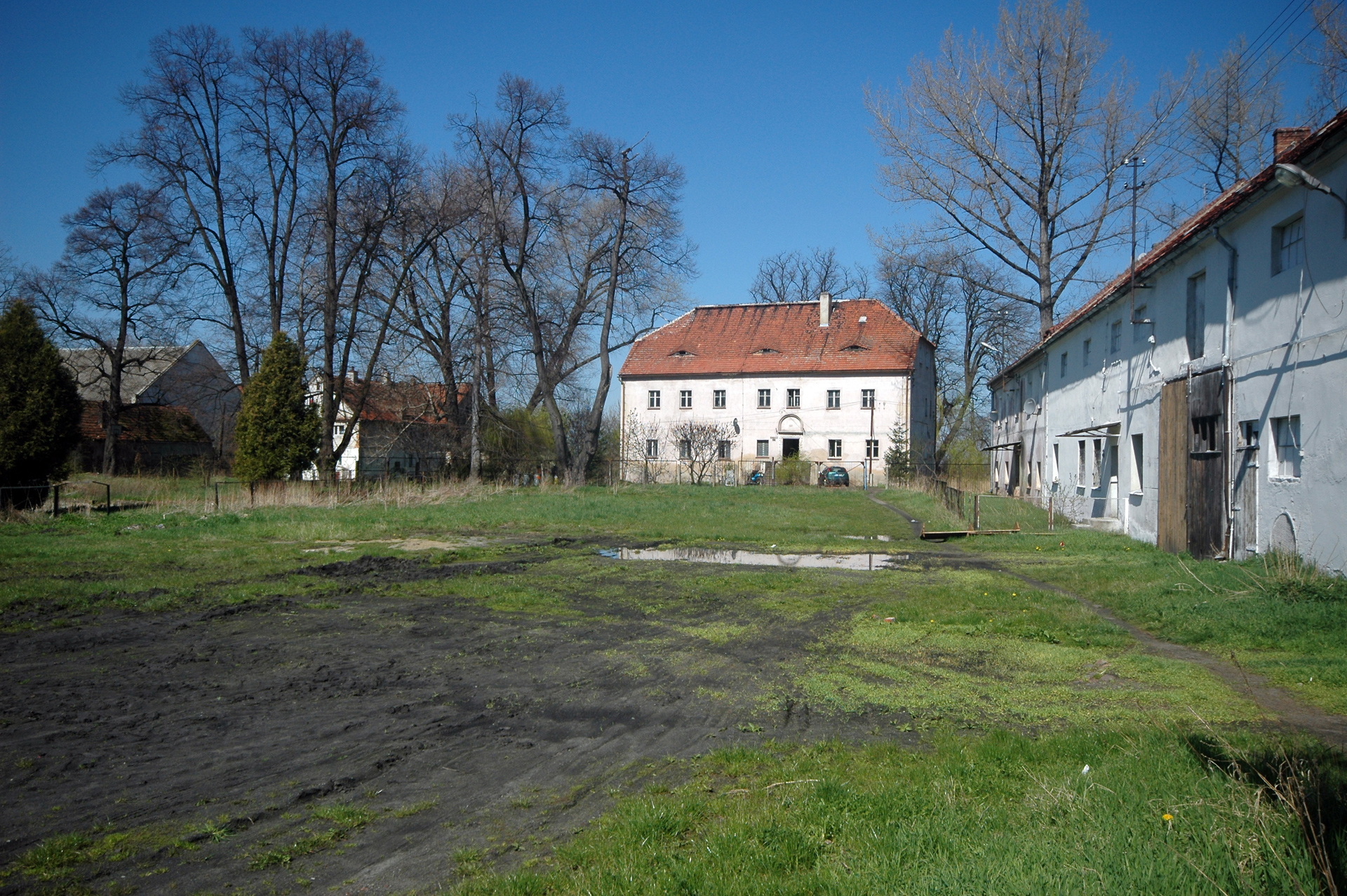
Dwór

| SIMC    | Nazwa    | Rodzaj     |
| ------- | -------- | ---------- |
| 0852401 | Kołaczów | przysiółek |

## Historia
Po wojnie nazwę wioski przetłumaczono z niemieckiego Bertholdsdorf na Bartków, dopiero później otrzymała miano Uciechów. Wioska powstała w wyniku osadzania na ziemi książęcej niemieckich osadników. Takim pierwszym organizatorem, a może właścicielem był prawdopodobnie Bertold. W 1305 roku Bertholdi villa wymieniana jest wśród wsi, z których biskup wrocławski odbierał czynsz. Z 1335 roku pochodzi informacja o istniejącym we wsi kościele parafialnym. W 1677 roku wieś określono jako Barschdorf, a w roku 1765 – jako Bertholdsdorf. 
W 1427 roku wzmiankowany był proboszcz tutejszego kościoła, niejaki Mikołaj Longi kanonik wrocławski. Przed rokiem 1550 wraz ze zmianą wyznania właściciela wsi kościół staje się ewangelicką świątynią. Do katolików wraca ponownie w 1654 roku, a urząd plebana sprawował proboszcz z Dzierżoniowa. Po roku 1667 nowy proboszcz rezyduje już przy kościele, dodatkowo opiekując się kościołem w Dobrocinie. W 1700 roku spłonął budynek plebanii, a probostwo przeniesiono do Dzierżoniowa, a w 1793 roku kościół staje się kościołem filialnym parafii w Jaźwinie i tak pozostaje do dziś.
Kościół zawdzięcza swą gruntowną rozbudowę Krzysztofowi von Almesloe, który został w 1705 roku wyniesiony przez cesarza Leopolda I do stanu hrabskiego. Wystrój wewnętrzny pochodzący z okresu 1725-1727 stanowi ciekawy przykład jednolitego stylowo zespołu barokowej snycerki i malarstwa. W skład tego zespołu wchodzi ołtarz główny, ołtarze boczne św. Anny Samotrzeci i św. Jana Chrzciciela, ambona, chrzcielnica z drewnianą pokrywą (na pokrywie scena chrztu chrystusa) oraz figura Jana Nepomucena.

## Zabytki
Do wojewódzkiego rejestru zabytków wpisane są obiekty:
- zespół dworski (nr 6):
  - dwór, renesansowo-barokowy, przykład nowożytnej siedziby szlacheckiej, z 1593 r., przebudowany w XVIII i XIX w.
  - park, z końca XVII i XVIII w.
- kościół św. Bartłomieja z XV-XVIII wieku (obie budowle przebudowane na przełomie XIX i XX wieku).[8]

Bardzo interesujący zabytek kulturowy tworzy południowa przybudówka do kościoła ukończona w 1618 roku. Ma ona trzy kondygnacje: kryptę, zakrystię i otwartą do wewnątrz kościoła emporę. W krypcie spoczęli członkowie rodziny von Stange i pierwszy właściciel Uciechowa z rodu von Almesloe, zmarły w 1625 roku Jodok, bohater kilkunastu bitew okresu wojny trzydziestoletniej.
inne zabytki:
- krzyż pokutny wbudowany w mur cmentarza,
- średniowieczne grodzisko na wzgórzu za wsią,
- murowana kapliczka z 1700 roku, ufundowana przez ówczesnego właściciela wsi barona Krzysztofa von Almesloe, stojąca 1 km za wsią w kierunku Dzierżoniowa.